# 308 (tal)
308 är det naturliga talet som följer 307 och som följs av 309.

## Inom vetenskapen
- 308 Polyxo, en asteroid.

## Inom matematiken
- 308 är ett jämnt tal
- 308 är ett sammansatt tal
- 308 är ett ymnigt tal
- 308 är ett heptagonalt pyramidtal